# Linia kolejowa nr 778
Linia kolejowa nr 778 – pierwszorzędna, jednotorowa, niezelektryfikowana linia kolejowa znaczenia państwowego łącząca rozjazdy nr 1 (dawny posterunek Zgorzelec Miasto) i nr 11 (dawny posterunek Krysin) w obrębie stacji Zgorzelec.
Linia została w całości ujęta w sieci międzynarodowych linii transportu kombinowanego (AGTC) – linia kolejowa C59/1: Nowa Sól – Żagań – Węgliniec – Zgorzelec – Zawidów – Frýdlant.